# Верде дела Скала
Верде дела Скала (на италиански: Verde della Scala; * неизв., Верона, Италия; † 1394) е благородничка от рода дела Скала от Верона и чрез женитба маркиза на Ферара (1362 – 1388).

## Произход
Тя е дъщеря на Мастино II дела Скала (1308 – 1351), господар на Верона, и съпругата му Тадеа да Карара от Падуа, дъщеря на Якопо I, господар на Падуа, и Елизабета Градениго Патриция ди Венеция († 1375).

## Фамилия
Верде дела Скала се омъжва през февруари 1363 г. във Ферара за Николо II д’Есте (1338 – 1388), господар на Ферара, Модена и Парма, син на Обицо III д’Есте. Те имат децата:
- Тадея (* 1365; † 23 ноември 1404), омъжена в Падуа на 31 май 1377 г. за Франческо II да Карара, господар на Падуа (1359 – 1406).
- Риналдо (* 1371)